# يفغيني لوباتين
يفغيني لوباتين (بالروسية: Лопатин, Евгений Иванович)‏ هو رباع روسي، ولد في 26 ديسمبر 1917 في بالاشوف في روسيا، وتوفي في 21 يوليو 2011 في موسكو في روسيا.

## وصلات خارجية
- يفغيني لوباتين على موقع أوليمبيديا (الإنجليزية)